# Desarrollo endógeno
Desarrollo endógeno es un modelo de desarrollo que procura mejorar las capacidades propias de una región o comunidad local; de modo que su uso signifique un reforzamiento y reanimación de la sociedad como tal y su economía. Este desarrollo se da de adentro hacia afuera, para que sea tanto sustentable como sostenible en el tiempo. Es importante señalar que en el desarrollo endógeno el aspecto económico es importante, pero no lo es más que el desarrollo integral del colectivo y del individuo: en el ámbito moral, cultural, social, político, y tecnológico. Esto permite convertir los recursos naturales en productos que se puedan consumir, y distribuir al mundo entero.
 
En una organización de este tipo existen individuos o Recursos humanos idóneos en alguna rama del conocimiento y están dispuestos a poner ese conocimiento al alcance de los otros miembros de la organización, con el propósito de la transferencia tecnológica voluntaria para el crecimiento de todos. Esto redunda en el fortalecimiento, amplitud, integración y desarrollo de las capacidades individuales y en consecuencia la formación natural de equipos multidisciplinarios de trabajo que cooperan para el desarrollo armónico de la organización en un ambiente sistémico, simbiótico y sinérgico.
Hay otra visión sobre el desarrollo endógeno que lo presenta como una pregunta sobre los modos en que una comunidad puede desplegarse (desarrollarse) en armonía con su entorno, entendiendo que este despliegue pasa por garantizar el despliegue de todos los seres humanos que forman parte de esa comunidad. En este sentido, el ser humano pasa de ser objeto de desarrollo a ser sujeto de desarrollos

## Características del desarrollo endógeno
El desarrollo endógeno, en primer lugar, es una alternativa ante el modo de vida integral implantado en la mayor parte del mundo basado en el dominio del mercado mundial representado en las grandes transnacionales petroleras tecnológicas y alimenticias; es una opción ecológica ante este modo de vida capitalista donde se puedan integrar todos los elementos de una sociedad en torno a sí misma.
El desarrollo endógeno busca reconvertir la cosmovisión artificial creada por el neocolonialismo y el consumo irracional y cambiarlo por una visión centrada en valores comunitarios que hagan mirar a las personas a su entorno local.

## Objetivos del desarrollo endógeno
Promover, garantizar y fomentar el desarrollo armónico y coherente de las políticas, planes y proyectos del Ejecutivo Nacional, para el desarrollo endógeno, la economía comunal, colectiva y solidaria.
Coordinar acciones con los demás organismos del Poder Público, directa o indirectamente vinculados a los objetivos del Fondo, en especial con aquellos cuyas competencias sean necesarias para garantizar la profundización y consolidación del desarrollo endógeno.
Promover la formación y asistencia necesaria a las organizaciones de la economía comunal y solidaria, para afianzar su desarrollo y consolidación como base fundamental y primaria del sistema económico nacional.
Promover el uso eficiente y responsable de los recursos que se otorguen para el financiamiento de planes y proyectos para el desarrollo endógeno.
Promover y contribuir con la capacitación y formación de las organizaciones de la comunidad y de la economía solidaria, impulsando su participación corresponsable en los planes y proyectos de desarrollo endógeno, así como en la contraloría social responsable.
Financiar planes y proyectos destinados a fortalecer la estructura y la capacidad productiva nacional, a través de organizaciones de la comunidad y de la economía comunal y solidaria, en concordancia con las políticas y planes que dicte el Ejecutivo Nacional sobre la materia.  (Angel Cannizzaro Inc.)
- Datos: Q5803787